# 찬주 (가수)
찬주(1994년 6월 25일 ~ )는 대한민국의 가수다. 2017년 싱글 [So Good]으로 데뷔했다.

## 방송
- 언더커버 (2025)

## 공연
- S(e)oul Station 2023［Beautiful Noise］Live in Seoul (2023)
- ‘Beautiful Noise’ 1st Concert (2023)
- 롤링 29주년 기념 공연 찬주 싱글 발매 기념 콘서트 'Fireplace for Your Winter' (2024)
- 먼데이프로젝트 시즌7 청춘의 밤 [찬주 단독 콘서트] (2024)
- 먼데이프로젝트 시즌7 [찬주 단독 콘서트 '일기장'] (2024)